# Matriz de Vandermonde
Matriz de Vandermonde es, en álgebra lineal, una matriz que presenta una progresión geométrica en cada fila. Esta matriz recibe dicho nombre en honor al matemático francés Alexandre-Théophile Vandermonde.
Los índices de la matriz de tamaño n×n están descritos por {\displaystyle V_{i,j}=\alpha _{i}^{j-1}} para todos los índices i y j variando de 1 a n, lo cual se puede describir explícitamente de la forma siguiente:
{\displaystyle V={\begin{bmatrix}1&\alpha _{1}&\alpha _{1}^{2}&\dots &\alpha _{1}^{n-1}\\1&\alpha _{2}&\alpha _{2}^{2}&\dots &\alpha _{2}^{n-1}\\1&\alpha _{3}&\alpha _{3}^{2}&\dots &\alpha _{3}^{n-1}\\\vdots &\vdots &\vdots &\ddots &\vdots \\1&\alpha _{n}&\alpha _{n}^{2}&\dots &\alpha _{n}^{n-1}\\\end{bmatrix}}}
En el primer elemento de cada fila hay solamente unos (al ser la potencia de cero) y en el segundo elemento hay una serie de números arbitrarios. En el tercero se encuentran esos mismos números elevados al cuadrado. En el cuarto están esos mismos números elevados al cubo y en las siguientes columnas elevados a la potencia inmediatamente superior de manera que en el elemento n de cada fila esos números estén elevados a la potencia n-1.
Una matriz de Vandermonde es invertible si y sólo si todas las {\displaystyle \alpha _{i}} son distintas entre sí. Hay una fórmula para dicha inversa.

## Determinante de Vandermonde
El determinante de una matriz de Vandermonde de tamaño n×n se expresa con la siguiente fórmula general:
{\displaystyle {\begin{vmatrix}V\end{vmatrix}}=\prod _{1\leq i<j\leq n}(\alpha _{j}-\alpha _{i})}
Esta fórmula es denominada en algunas oportunidades como el discriminante, pero en general este se define como el cuadrado de la fórmula anterior.
Esta fórmula se puede demostrar por inducción. Es fácil notar que en el caso de una matriz de 2×2 el resultado es correcto.
{\displaystyle {\begin{vmatrix}V\end{vmatrix}}=v_{1,1}v_{2,2}-v_{1,2}v_{2,1}=\alpha _{2}-\alpha _{1}=\prod _{1\leq i<j\leq 2}(\alpha _{j}-\alpha _{i})}
Ahora, generalizando para el caso n×n basta con realizar la siguiente operación elemental sobre cada columna: {\displaystyle C_{j}\rightarrow C_{j}-(\alpha _{1}\times C_{j-1})}. Esta operación no afecta al determinante, por lo que se obtiene lo siguiente:
{\displaystyle {\begin{vmatrix}V\end{vmatrix}}={\begin{vmatrix}1&\alpha _{1}&\alpha _{1}^{2}&\dots &\alpha _{1}^{n-1}\\1&\alpha _{2}&\alpha _{2}^{2}&\dots &\alpha _{2}^{n-1}\\1&\alpha _{3}&\alpha _{3}^{2}&\dots &\alpha _{3}^{n-1}\\\vdots &\vdots &\vdots &\ddots &\vdots \\1&\alpha _{n}&\alpha _{n}^{2}&\dots &\alpha _{n}^{n-1}\\\end{vmatrix}}={\begin{vmatrix}1&0&0&\dots &0\\1&\alpha _{2}-\alpha _{1}&\alpha _{2}(\alpha _{2}-\alpha _{1})&\dots &\alpha _{2}^{n-2}(\alpha _{2}-\alpha _{1})\\1&\alpha _{3}-\alpha _{1}&\alpha _{3}(\alpha _{3}-\alpha _{1})&\dots &\alpha _{3}^{n-2}(\alpha _{3}-\alpha _{1})\\\vdots &\vdots &\vdots &\ddots &\vdots \\1&\alpha _{n}-\alpha _{1}&\alpha _{n}(\alpha _{n}-\alpha _{1})&\dots &\alpha _{n}^{n-2}(\alpha _{n}-\alpha _{1})\\\end{vmatrix}}}
Calculando el determinante, se elimina la primera fila de ceros y la primera columna de unos, quedando entonces el determinante de una matriz de n-1×n-1:
{\displaystyle {\begin{vmatrix}V\end{vmatrix}}={\begin{vmatrix}\alpha _{2}-\alpha _{1}&\alpha _{2}(\alpha _{2}-\alpha _{1})&\dots &\alpha _{2}^{n-2}(\alpha _{2}-\alpha _{1})\\\alpha _{3}-\alpha _{1}&\alpha _{3}(\alpha _{3}-\alpha _{1})&\dots &\alpha _{3}^{n-2}(\alpha _{3}-\alpha _{1})\\\vdots &\vdots &&\vdots \\\alpha _{n}-\alpha _{1}&\alpha _{n}(\alpha _{n}-\alpha _{1})&\dots &\alpha _{n}^{n-2}(\alpha _{n}-\alpha _{1})\\\end{vmatrix}}}
Siguiendo con el desarrollo del determinante, se pueden factorizar los productos de diferencias ubicados en las diagonales quedando una nueva matriz de Vandermonde de n-1×n-1.
{\displaystyle {\begin{vmatrix}V\end{vmatrix}}=(\alpha _{2}-\alpha _{1})(\alpha _{3}-\alpha _{1})\dots (\alpha _{n}-\alpha _{1}){\begin{vmatrix}1&\alpha _{2}&\alpha _{2}^{2}&\dots &\alpha _{2}^{n-2}\\1&\alpha _{3}&\alpha _{3}^{2}&\dots &\alpha _{3}^{n-2}\\1&\alpha _{4}&\alpha _{4}^{2}&\dots &\alpha _{4}^{n-2}\\\vdots &\vdots &\vdots &&\vdots \\1&\alpha _{n}&\alpha _{n}^{2}&\dots &\alpha _{n}^{n-2}\\\end{vmatrix}}}
El proceso se puede repetir continuamente reduciendo el orden de la matriz, quedando así probado el procedimiento por inducción y la demostración de la fórmula indicada en un comienzo.

## Aplicaciones
Estas matrices son útiles en la interpolación de polinomios, ya que resolviendo el sistema de ecuaciones {\displaystyle V_{u}=y}, para u con V la matriz de Vandermonde de orden n×n es equivalente a encontrar los coeficientes {\displaystyle u_{j}} del polinomio 
{\displaystyle P(x)=\sum _{j=0}^{n-1}u_{j}x^{j}}
de grado ≤ n−1 que tiene los valores {\displaystyle y_{i}} en {\displaystyle \alpha _{i}}.
Este sistema está mal condicionado pues el número de condición de la matriz de Vandermonde es muy elevado. Por ello es aconsejable utilizarla para la interpolación de polinomios.
El determinante de Vandermonde desempeña un papel importante en la fórmula de Frobenius que da el carácter de las clases conjugadas de las representaciones del grupo simétrico.
Cuando los valores {\displaystyle \alpha _{k}} sobre potencias de un cuerpo finito, entonces el determinante es más comúnmente conocido como el determinante de Moore, que tiene un número de interesantes propiedades.
Las matrices confluentes de Vandermonde se usan en la interpolación polinómica de Hermite, mientras que una matriz de Vandermonde especial comúnmente conocida es la transformada de Fourier discreta.
En álgebra lineal, el hecho de que el determinante de la matriz de Vandermonde no sea nulo, demuestra que un conjunto de covectores del espacio dual de {\displaystyle K[x]} definido como {\displaystyle f_{a_{i}}(P)=P(a_{i})}, con {\displaystyle i=1,..,n+1}, es linealmente independiente.